# Frank Kilian
Frank Kilian (* 25. Oktober 1964) ist ein hessischer Kommunalpolitiker. Er wohnt in Bad Schwalbach.

## Ausbildung und Beruf
Frank Kilian ist in Geisenheim aufgewachsen und schloss an eine Ausbildung als Verwaltungsfachangestellter den Vorbereitungsdienst für die gehobene Beamtenlaufbahn bei der Landeshauptstadt Wiesbaden an. 1989 wechselte er zur Stadtverwaltung Geisenheim. Dort war er im Finanzbereich als Kämmereileiter und in der Betriebsleitung des Eigenbetriebs Stadtwerke tätig.

## Politik
2010 wurde Kilian als parteiunabhängiger Kandidat zum Bürgermeister von Geisenheim gewählt, nachdem sein Amtsvorgänger Manfred Federhen nicht mehr zur Wiederwahl antrat. Die Wiederwahl 2016 gewann er ohne Gegenkandidaten.
Nachdem Burkhard Albers nicht mehr für eine Wiederwahl als Landrat des Rheingau-Taunus-Kreises kandidierte, trat Frank Kilian als unabhängiger Kandidat bei der Landratswahl am 5. Februar 2017 an, die er mit absoluter Mehrheit vor dem Kandidaten der CDU gewann. Am 5. Juli 2017 trat er von der Position als Bürgermeister ab und begann seine Amtszeit als Landrat.